# 3546 Atanasoff
A 3546 Atanasoff (ideiglenes jelöléssel 1983 SC) a Naprendszer kisbolygóövében található aszteroida. Bulgarian National Observatory fedezte fel 1983. szeptember 28-án.